# Johann Friedrich Lange (Schriftsteller)
Johann Friedrich Lange (* 28. Juli 1891 in Berne; † 10. September 1968 in Delmenhorst) war ein niederdeutscher Autor.

## Leben
Lange war der älteste Sohn eines Schuhmachers aus Berne. Die Familie zog 1898 nach Delmenhorst, wo der Vater in der Industrie arbeitete und etwas Landwirtschaft betrieb. Lange entwickelte bereits in seiner frühen Jugend ein reges Bildungsinteresse, das ihn sein ganzes Leben zu autodidaktischen Studien trieb. Er malte und zeichnete auch, was er ebenfalls bis ins Alter fortsetzte. Nach dem Schulabschluss 1905 arbeitete er in Delmenhorst zunächst in einer Karosseriefabrik und ab 1910 in der Musterabteilung der Deutschen Linoleum Werke. Ab 1912 besuchte er sonntags die Zeichenschule in Bremen. Dort wurden Ausstellungen und Theaterbesuche für ihn zu prägenden Bildungserlebnissen. Im Herbst 1912 führte eine lebensbedrohliche Krankheit zu einer dauernden Gehbehinderung, durch die er nicht zum Kriegsdienst während des Ersten Weltkriegs herangezogen wurde. In den Umbrüchen nach Kriegsende wurde er 1919 arbeitslos. Im Anschluss erhielt er jedoch durch Qualifikation in Weiterbildungskursen bald eine erneute Anstellung als Registraturgehilfe bei den Deutschen Linoleum Werken.
Als 1921 der Plattdüütsche Vereen Bremen einen Wettbewerb ausschrieb, veranlasste dies Lange, sein erstes vieraktiges Stück Hochhennut zu schreiben, das den Anerkennungspreis des Wettbewerbs erhielt. Obwohl er dazu gedrängt wurde, verweigerte er jedoch eine Aufführung, weil ihm das Werk nicht reif genug erschien. Erst das nachfolgende Lustspiel Hogen Besöök, das Lange für die 1921 von dem Gastwirt Adolf Menkens in Hoykenkamp gegründeten „Dorpbühn“ geschrieben hatte, wurde 1924 mit großem Erfolg aufgeführt. Im Zuge des Erfolgs der plattdeutschen Heimatbewegung und ihrer vielerorts entstehenden Spielgruppen folgten in den folgenden drei Jahren weitere drei Uraufführungen in Hoykenkamp, bei denen Lange selbst Regisseur und Bühnenbildner war. Ab 1928 fanden die Uraufführungen seiner Stücke auf den Niederdeutschen Bühnen Delmenhorst und Oldenburg statt. Die Stücke waren beim Publikum beliebt und wurden rasch an anderen Bühnen nachgespielt. Besonders erfolgreich war Lange mit seinen Stücken auch während des Zweiten Weltkriegs und während der ersten Nachkriegsjahre, da in diesen Zeiten das Bedürfnis nach heiterem Ausgleich durch Lustspiele, die intakte zukunftsgewisse Verhältnisse darstellten, groß war. In seinen späten Jahren wurden Langes Stücke auf den Freilichtbühnen von Daverden, Marklohe, Sittensen, Werne, der Freilichtbühne Kahle Wart in Hüllhorst sowie der Waldbühne Wittel bei Löhne aufgeführt. 1956 trat Lange in den Ruhestand und konnte sich verstärkt dem Stückeschreiben, der Malerei und, soweit es seine Behinderung zuließ, Tätigkeiten in der Natur widmen.
Lange blieb unverheiratet und hatte keine Nachkommen. Langes Nachlass befindet sich in Familienbesitz bei Friedrich Looschen in Delmenhorst.

## Wertung
Lange veröffentlichte ein umfangreiches schriftstellerisches Werk, das neben kleinen heiteren und besinnlichen Erzählungen, Gedichten, Heimatbeschreibungen und Theaterberichten, die in Zeitungen, Zeitschriften und Kalendern verstreut erschienen, insgesamt 30 plattdeutsche Lustspiele, von denen vier Stücke auch in hochdeutscher Fassung vorliegen. Zwei Weihnachtsspiele für Kinder stammten ebenfalls von ihm. Von den niederdeutschen Bühnenautoren des Oldenburger Landes ist er bis heute neben Karl Bunje der am meisten gespielte. Die Beliebtheit seiner heiteren Stücke, die auch besinnliche Momente enthalten, liegt wohl in ihrer volkstümlichen Komik, ihren leicht spielbaren, typenhaft kontrastierten Rollen und ihren einfachen und einprägsamen Situationen. Lange sah das Bedürfnis nach heiteren Stücken für jedermann als seinen Schwerpunkt. Seine Spiele sind konventionell und einander sehr ähnlich, enthalten Spannungs- und Überraschungsmomente und führen durch List und Tatkraft zu persönlichen und optimistischen Lösungen. Thematisch behandeln sie gängige bäuerliche Heirats- und Hoferbenkonflikte, teilweise auch unter Nutzung des klischeehaft gezeichneten Stadt-Land-Gegensatzes. Dabei beziehen sie keine vergangenen oder zeitgenössische Ereignisse mit ein, sondern existieren, den Krieg beispielsweise völlig aussparend, in einer eigenen Zeit und übertragen ihre Grundkonstellationen ins Bürgerliche.

## Bühnenstücke mit Uraufführungsjahr (Auswahl)
- Kopp unner, Kopp över. 1927.
- Brögam un Unkel. 1928.
- De Deerns ut'n Dörpkroog. 1929.
- Maandagmorgen. 1931.
- Besöök ut de Stadt. 1934.
- Morgen geit't los. 1936.
- Grode Kinner. 1938.
- Naverskinner. 1938.
- Rut mit de Deern. 1938.
- De lessde Danz. 1940.
- De Hochtiedsbidder. 1942.
- Alln’s verdreiht. 1944.
- Hochtiedsgäste. 1949.
- De lessde Feriendag. 1951.
- Rückblick auf 75 Lebensjahre. Selbstverlag, Delmenhorst. 1966.